# Municipio de Forest Lake
El municipio de Forest Lake (en inglés: Forest Lake Township) es un municipio ubicado en el condado de Susquehanna en el estado estadounidense de Pensilvania. En el año 2000 tenía una población de 1.194 habitantes y una densidad poblacional de 15 personas por km².

## Geografía
El municipio de Forest Lake se encuentra ubicado en las coordenadas 41°52′00″N 76°00′59″O / 41.86667, -76.01639.

## Demografía
Según la Oficina del Censo en 2000 los ingresos medios por hogar en la localidad eran de $38,947 y los ingresos medios por familia eran $42,250. Los hombres tenían unos ingresos medios de $30,450 frente a los $23,167 para las mujeres. La renta per cápita para la localidad era de $16,550. Alrededor del 11,0% de la población estaban por debajo del umbral de pobreza.